# Micropholcomma turbans
Micropholcomma turbans is een spinnensoort in de taxonomische indeling van de Micropholcommatidae.
Het dier behoort tot het geslacht Micropholcomma. De wetenschappelijke naam van de soort werd voor het eerst geldig gepubliceerd in 1981 door V. V. Hickman.